# Propargil-alkohol
A propargil-alkohol, más néven 2-propin-1-ol szerves vegyület, kémiai képlete C3H4O. A legegyszerűbb stabil alkohol, amelyben alkin funkciós csoport található. Színtelen, sűrűn folyó folyadék, vízzel és a legtöbb poláros szerves oldószerrel elegyedik.

## Reakciói és felhasználása
Melegítés vagy bázis hatására polimerizálódik. Korróziógátlóként, oldószerek stabilizátoraként, galvánfürdőkben fényesítő adalékként alkalmazzák, de a szintetikus szerves kémiában is használják köztitermékként. Szekunder és tercier helyettesített propargil-alkoholok katalitikus átrendeződési reakciókban α,β-telítetlen karbonilvegyületeket képeznek. Propinallá (propargilaldehid) vagy propargilsavvá oxidálható.

## Előállítása
A but-2-in-1,4-diol – formaldehidnek réz-acetilid katalizátor jelenlétében acetilénre történő addíciójával végzett – ipari gyártásának melléktermékeként keletkezik mintegy 5% mennyiségben. 1980-ban mintegy évi 14 000 tonna volt a termelés. Előállítható a 3-klór-2-propén-1-ol NaOH-dal végzett dehidroklórozásával.

## Biztonságtechnikai adatok
Gyúlékony, belélegezve és bőrön át felszívódva is mérgező, lenyelve erősen mérgező, valamint korrozív folyadék.[forrás?]

## Fordítás
Ez a szócikk részben vagy egészben  a   Propargyl alcohol című angol Wikipédia-szócikk ezen változatának fordításán alapul.  Az eredeti cikk szerkesztőit annak laptörténete sorolja fel. Ez a jelzés csupán a megfogalmazás eredetét és a szerzői jogokat jelzi, nem szolgál a cikkben szereplő információk forrásmegjelöléseként.